# Jemima Rooper
Jemima Rooper (n. 24 octombrie 1981, Greater London, Anglia, Regatul Unit) este o actriță britanică.

## Biografie
Este născută în Hammersmith, Londra, Rooper este fiica jurnalistei TV, Alison Rooper. A urmat școala primară Redcliffe din Chelsea și  Godolphin and Latymer School.

## Cariera
Rooper și-a exprimat dorința de a fi actriță la vârsta de nouă ani și a contactat un agent. Primele sale roluri profesionale au fost în filmul "The Higher Mortals" (1993) și filmul lui "Willie's War'"din 1994. În 1996, ea a apărut în toate episoadele ca George (de Enid Blyton), The Famous Five.
Ea a spus:
I remember writing "I want to act" on my bed in lipstick. I think I told my mum I wanted to be an actress and she said I needed an agent to do that. I must have said: "Well, I'm going to get one"—and I think that's why. She was devastated. She said: "Please don't be an actress, be a doctor or lawyer." But I was very tunnel-visioned about it all. I'm an only child and I spent a lot of time alone. I played a lot of imaginary games. I just wanted to dress up and be weird, I suppose."
După câteva roluri mici în seria britanică de televiziune, Jemima a preluat rolul lui Nicki în seria populară Channel 4, As If, care a urmat cu succes trei ani. Următoarea sa apariție a fost în drama supranaturală Hex, unde a jucat o fantomă lesbiană pe nume Thelma.
Rooper și-a făcut debutul la Hollywood în filmul The Black Dahlia. În 2008, ea a jucat în seria TV Lost in Austen, și a jucat și în serialul Agatha Christie's Poirot. De asemenea, ea a jucat un rol principal în  Her Naked Skin, o nouă piesă de la Teatrul Național.
Rooper a fost văzută pe scenă în One Man, Two Guvnors, care a fost revizuit favorabil. Apoi a apărut în Blithe Spirit și Breeders în West End. Următorul ei proiect este comedia britanică de groază, Hotel Caledonia.

## Filmografie
| Anul      | Titlu                       | Personaj             | Note                                           |
| --------- | --------------------------- | -------------------- | ---------------------------------------------- |
| 1993      | The Higher Mortals          | Vicky                |                                                |
| 1994      | Willie's War                | Annabel              |                                                |
| 1996–1997 | The Famous Five             | George               | Series regular                                 |
| 1998      | Owd Bob                     | Maggie Moore         |                                                |
| 1998      | Animal Ark                  | Rachel Farmer        | 1 episode; "Guinea Pig in the Garage"          |
| 1999      | Junk                        | Gemma Brogan         | TV film                                        |
| 1999      | The Passion                 | Alice                | TV series                                      |
| 1999      | Shockers: Dance             | Anne                 | TV film                                        |
| 1999      | Wives and Daughters         | Lizzie Goodenough    | TV mini-series                                 |
| 2000      | Summer in the Suburbs       | Judie Lyle           | TV film                                        |
| 2000      | The Railway Children        | Bobbie               | TV film                                        |
| 2000      | Urban Gothic                | Nik                  | 1 episode; "Dead Meat"                         |
| 2001      | Love in a Cold Climate      | Jassy                | TV mini-series                                 |
| 2001–2004 | As If                       | Nicki Sutton         | Series regular                                 |
| 2002      | Snapshots                   | Narma (20 years old) |                                                |
| 2004      | Midsomer Murders            | Jo Clifford          | 1 episode; "The Straw Woman"                   |
| 2005      | A Sound of Thunder          | Jenny Krase          |                                                |
| 2005      | Kinky Boots                 | Nicola               |                                                |
| 2004–2005 | Hex                         | Thelma Bates         | Series regular                                 |
| 2006      | Sugar Rush                  | Montana              | Episode 2.5                                    |
| 2006      | The Black Dahlia            | Lorna Mertz          |                                                |
| 2006      | Silent Witness              | Claire Ashen         | 2 episodes; "Schism: Part 1", "Schism: Part 2" |
| 2006      | Sinchronicity               | Fi                   | Series regular                                 |
| 2006      | Perfect Day: The Millennium | Amber                | TV film                                        |
| 2006      | Random Quest                | Gerry                | TV film                                        |
| 2007      | Life Line                   | Catt                 | TV film                                        |
| 2007      | The Time of Your Life       | Emma                 | Series regular                                 |
| 2008      | Agatha Christie's Poirot    | Norma Restarick      | 1 episode; "Third Girl"                        |
| 2008      | Lost in Austen              | Amanda Price         | TV mini-series                                 |
| 2010      | Reunited                    | Sophie               | TV pilot                                       |
| 2010      | Bouquet of Barbed Wire      | Sarah Francis        | TV mini-series                                 |
| 2011      | Frankenstein's Wedding      | Justine Mortiz       | Live musical-drama                             |
| 2011      | Hotel Caledonia             | Casey Wright         |                                                |
| 2013      | Atlantis                    | Medusa               | TV series                                      |
| 2013      | One Chance                  | Hydrangea            |                                                |
| 2013      | The F Word                  | Ellie                |                                                |
| 2014      | Blandings                   | Lesley               |                                                |
| 2017      | Fearless                    | Maggie               |                                                |
| 2018      | Death in Paradise           | Karen                |                                                |

## Teatru
- Where Do We Live - Royal Court Theatre
- Us and Them - Hampstead Theatre
- A Respectable Wedding (part of The Big Brecht Fest) - Young Vic
- Her Naked Skin - National Theatre
- The Great Game: Afghanistan - Tricycle Theatre
- The Power of Yes - National Theatre
- All My Sons - Apollo Theatre
- Me and My Girl
- One Man, Two Guvnors- National Theatre
- Blithe Spirit - Gielgud Theatre
- Breeders by Ben Ockrent - St James Theatre
- Blithe Spirit - Ahmanson Theater
- Hand to God - Vaudeville Theatre